# Christiano Luiz Rodrigues
Christiano Luiz Rodrigues, mais conhecido como Asprilla (São Gonçalo do Sapucaí, 4 de maio de 1981), é um ex- futebolista brasileiro que atuava como zagueiro.

## Carreira
Asprilla iniciou sua carreira no Paulista em 2000. Jogava como zagueiro, mas vez ou outra improvisava na lateral-esquerda. Em 2003, transferiu-se para o Ankaraspor, da Turquia.
Chegou no meio de 2005 ao Botafogo a convite do treinador Péricles Chamusca. Chegou a ser titular em algumas oportunidades, mas costumava ser reserva na maioria das vezes. Em 2006, foi campeão da Taça Guanabara e do Campeonato Carioca pelo alvinegro. No segundo semestre daquele ano, ganhava a vaga de titular quando o treinador Cuca utilizava o esquema 3-5-2. Em 2007, começou como titular, mas uma falha contra o Boavista fez a torcida perder a credibilidade no jogador. Após muito tempo fora do time, acabou sendo apresentado ao Figueirense no início de agosto de 2007. Em Junho de 2011 acertou com o Brasil de Pelotas
No dia 4 de Novembro de  2011, Asprilla fechou contrato com o Santo André. Já no dia 17 de abril de 2012, o Santo André não quis renovar com Asprilla e deixou o Santo André e meses depois, acertou com o Nova Iguaçu.
No dia 15 de Dezembro de 2012, Asprilla acertou sua ida pro Guarani-MG, clube pelo qual disputou o Campeonato Mineiro de 2013. No dia 06/04 marcou seu único gol pela equipe na derrota para a Tombense.
No dia 29 deoutubro de 2013, foi anunciado como reforço do Taubaté para a temporada de 2014. Porém, antes mesmo de estrear pelo clube foi dispensado. No dia 14 de novembro foi anunciada sua transferência para o Araxá para a disputa do Campeonato Mineiro Módulo II de 2014. Um fato curioso ocorreu na partida de sua equipe contra o Uberlândia no dia 26/02. Com a expulsão do goleiro Rafael Córdova aos 40 minutos do segundo tempo, e como o técnico havia procedido as três alterações, o zagueiro Asprilla foi para o gol nos minutos finais da partida e não comprometeu a equipe.
No dia 28 de Fevereiro de 2017, Asprilla acertou sua ida para o Tupi-RS de Crissiumal, para jogar a Divisão de Acesso do Campeonato Gaúcho 2017.

## Título
Paulista
- Campeonato Brasileiro - Série C: 2001

Botafogo
- Campeonato Carioca: 2006
- Taça Guanabara: 2006
- Taça Rio: 2007

Figueirense
- Campeonato Catarinense: 2008

Naútico
- Taça Centenário do Clássico dos Clássicos : 2009

Nova Iguaçu
- Copa Rio: 2012
- Troféu Edilson Silva : 2012